# Jacqueline Lawrence
Pour les articles homonymes, voir Lawrence.
Jacqueline Lawrence (25 avril 1982 à Cooma) est une kayakiste australienne pratiquant le slalom.

## Biographie
Elle est la sœur des kayakistes Rosalyn Lawrence et Katrina Lawrence.

## Palmarès

### Jeux olympiques
- 2016 à Rio de Janeiro
  -  Médaille d'argent en K1